# 耶爾喬湖
43°18′S 72°18′W / 43.300°S 72.300°W
耶爾喬湖（西班牙語：Lago Yelcho），是智利的湖泊，位於該國南部湖大區的帕萊納省，面積116平方公里，湖水來自富塔萊烏富河，其後經耶爾喬河注入太平洋。